# Charles River Reservation
Das Gebiet Charles River Reservation ist ein 17 mi (27,36 km) langer State Park im Bundesstaat Massachusetts der Vereinigten Staaten. Der Park wird vom Department of Conservation and Recreation verwaltet und ist Teil des Metropolitan Park System of Greater Boston. Seine Fläche verläuft entlang des Charles River und umfasst Teile der Stadtgebiete von Boston, Cambridge, Watertown und Newton. Der Teil des Parks zwischen dem Charles River Dam und der Eliot Bridge ist als National Historic District in das National Register of Historic Places eingetragen. Die Bereiche oberhalb des Staudamms werden als Upper Charles River Reservation verwaltet.

## Bestandteile des Schutzgebiets

### DerCharles River Dam
Der 1978 hinter dem TD Garden errichtete Charles River Dam ermöglicht die Kontrolle des Wasserstands im Flussbett. Bereits 1910 wurde ein erster Staudamm unterhalb des Museum of Science gebaut, um einen Trinkwassersee mit angeschlossenem Park in der Stadt zu erzeugen. Die neu gestalteten Ufer des Flusses wurden als Charles River Esplanade bekannt. Im heutigen Staudamm gibt es sechs Pumpen für den effektiven Schutz vor Hochwasser. Das Schleusensystem des Staudamms verbindet den Fluss mit dem Hafen und ist ganzjährig in Betrieb. Es gibt auch eine Fischleiter, die den Wanderfischen Maifisch, Regenbogen-Stint und Alosa den Aufstieg während ihrer Wanderung im Spätfrühling ermöglicht.

### DasCharles River Basinund dieCharles River Esplanade
Das Charles River Basin wurde im frühen 20. Jahrhundert auf Salzwiesen und Wattgebieten mit dem Ziel angelegt, der Bevölkerung Zugang zu einer herausragenden Flusslandschaft mit Erholungsmöglichkeiten sowohl zu Wasser als auch an Land zu bieten. Obwohl das Flussbecken künstlich angelegt wurde, ist es heute ein wichtiges Habitat für hunderte wild lebender Tiere und Pflanzenarten, die zum einen eine wichtige Rolle für die Ökologie in der Region spielen und zum anderen die Parkbesucher erfreuen. Die Wasserqualität des einst stark verschmutzten Beckens hat sich in den letzten Jahren stark verbessert und zieht heute sowohl Wildtiere als auch Menschen an den Fluss.
Der Charakter des Flussbeckens verändert sich entlang dieses 8,5 mi (13,68 km) langen Teilstücks mehrfach und bildet drei erkennbare Zonen: Das Lower Basin erstreckt sich vom historischen Charles River Dam bis zur Boston University Bridge, das Middle Basin ist der Abschnitt von der Brücke bis zum Herter Park, und das Upper Basin führt von dort bis zum Watertown Dam.
Das Lower Basin ist 2,5 mi (4,02 km) lang und 2.000 ft (609,6 m) breit. Dominierend an dieser Stelle sind die Longfellow Bridge, der Anstieg zum Beacon Hill und die goldene Kuppel des Massachusetts State House. Insbesondere die Parkflächen innerhalb des Schutzgebiets, wie Magazine Beach und Herter Park, bieten offene Flächen, die von den Anwohnern der umliegenden Stadtteile intensiv genutzt werden.
Am Middle Basin vollzieht sich eine Veränderung von der bisherigen eher städtischen und formalen hin zu einer ländlichen und natürlichen Umgebung. Die Parkways entlang des Flusslaufs trennen ihn von den angrenzenden Bereichen. Der größte offene Platz befindet sich zwischen den Sportanlagen der Harvard University am Südufer und den Friedhöfen Mount Auburn Cemetery und Cambridge im Norden. Zusammen bilden diese Gebiete eine lebenswichtige Oase für Zugvögel.

### DerJohn F. Kennedy Park

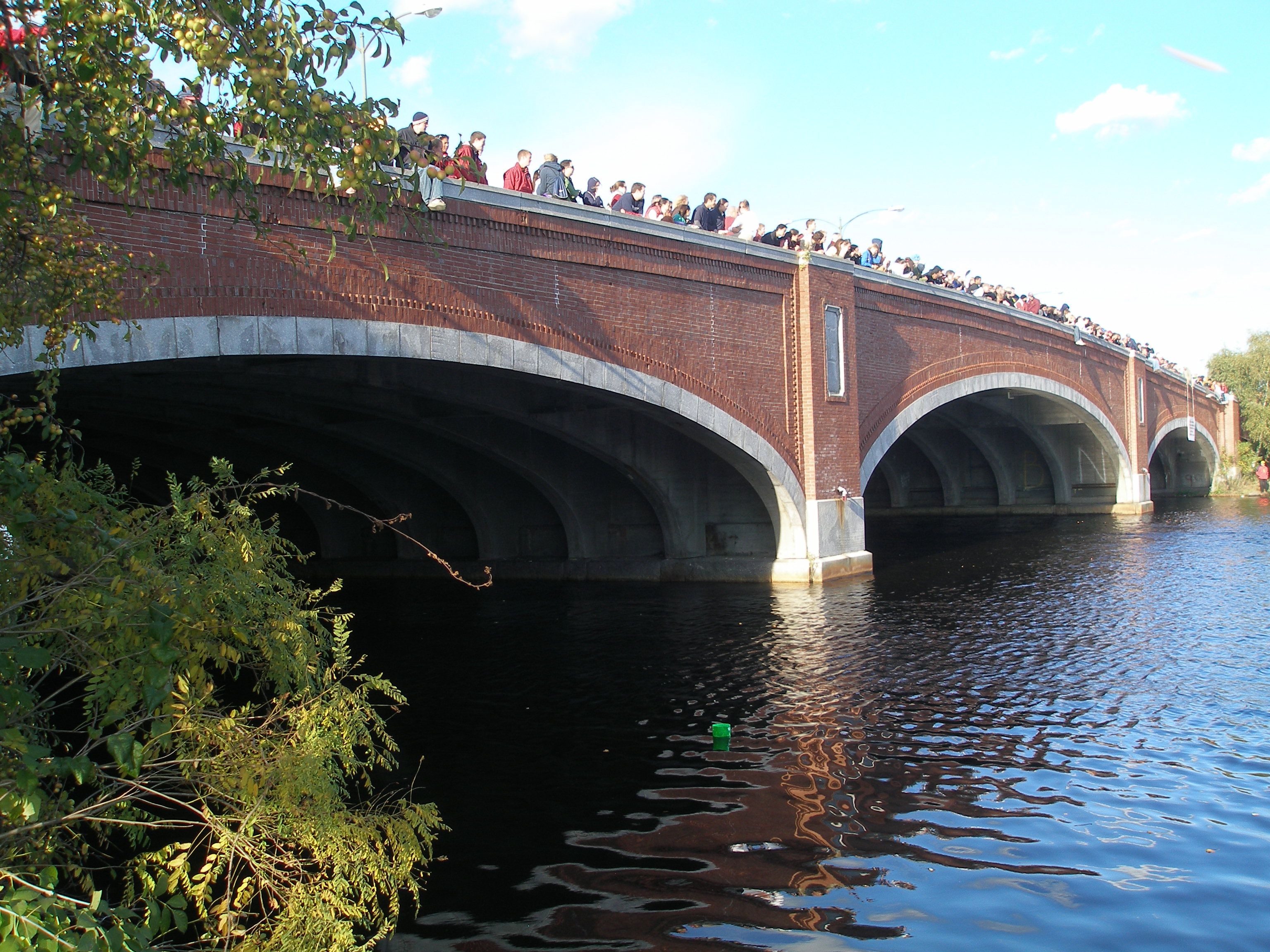
Die Eliot Bridge

Dieser 5 Acres (2 ha) große Park befindet sich ca. 500 m südwestlich des Harvard Square und direkt nördlich der Anderson Memorial Bridge auf dem Stadtgebiet von Cambridge und wurde nach dem gleichnamigen ehemaligen Präsidenten der Vereinigten Staaten benannt. In die Gestaltung des Parks wurden Pflanzen einbezogen, die rund um den Geburtstag von John F. Kennedy im Mai blühen, und es gibt einen als Denkmal ausgeführten Springbrunnen. Die im Park verbauten Materialien und Pflanzen stammen – wie einige einheimische Bäume sowie der Granit, aus dem der Brunnen gefertigt wurde – aus Neuengland. Der Brunnen sowie die Säulen am Eingang tragen Inschriften mit Zitaten aus den Reden des ehemaligen Präsidenten.

### DerRiverbend Park
Der Riverbend Park erstreckt sich auf der Nordseite des Charles River von der Eliot Bridge bis zur Western Avenue in Cambridge. In den wärmeren Monaten ist der Memorial Drive an Sonntagen für den Durchgangsverkehr gesperrt.

## Erholungs- und Freizeitaktivitäten
Durch das Schutzgebiet verläuft der Radwanderweg Charles River Bike Path. Auf dem Fluss werden Bootstouren angeboten, darüber hinaus sind Kanufahren, Segeln und Rudersport möglich. Es gibt einige Picknick- und Sport- sowie Spielplätze, und im Winter ist auch Eislaufen möglich. Hin und wieder finden auch Konzerte statt.